# Moschea Ibrahim-al-Ibrahim
La moschea Ibrahim-al-Ibrahim, conosciuta anche come moschea di Fahd bin Abdulaziz al-Saud o moschea dei Custodi delle Sante Moschee è una moschea nella punta meridionale di Gibilterra sull'Europa Point. La moschea è stata costruita grazie ai finanziamenti di re Fahd dell'Arabia Saudita e per costruirla ci sono voluti due anni al costo di circa 5 milioni di sterline. È stata inaugurata ufficialmente l'8 agosto 1997. La moschea serve per il 7% dei gibilterrini di religione musulmana che sono circa 2.000 provenienti soprattutto dal vicino Marocco. La moschea è costituita da un complesso che ha una scuola bilingue inglese-arabo, libreria e sala di lettura.